# Love (romanzo Angela Carter)
Love è un romanzo di Angela Carter del 1971.
L'autrice dichiarò nella postfazione che tra le sue fonti d'ispirazione vi fu il romanzo Adolphe dell'autore francese romantico Benjamin Constant.

## Storia editoriale
Il romanzo fu scritto nel 1969 e pubblicato originariamente nel 1971. Nel 1987 apparve una versione ampliata con una postfazione nella quale l'autrice, tra le altre cose, raccontò sommariamente gli eventi successivi accaduti ai personaggi. È su questa che si è basata l'edizione italiana del 1993.

## Trama
Una sera, mentre passeggia nel parco, Annabel (che soffre di incubi da molto tempo) vede il sole e la luna nel cielo contemporaneamente, restandone turbata. Annabel è sposata con Lee, insegnante di scuola superiore, e assieme a loro abita Buzz, fratellastro di Lee che non ha un lavoro ma vive di traffici poco puliti.
La madre di Lee, rimasta vedova, si era data alla prostituzione e, alla fine della seconda guerra mondiale aveva avuto da un soldato americano il figlio Buzz. Dopo che questa impazzì, Lee e Buzz crebbero con la zia, una fervente trotzkista. Dopo la morte della zia, Lee continuò gli studi restando a vivere col fratellastro. Incontrò Annabel, figlia di una buona famiglia, e iniziò a vivere insieme con lei, malgrado all'epoca fosse avesse già una relazione con la moglie di un suo professore. Quando i genitori di Annabel scoprirono che viveva con un uomo costrinsero i due giovani a sposarsi, benché non approvassero fino in fondo la loro relazione. Dopo il matrimonio, Lee si trovò una nuova amante, Caroline, che ben presto si mostrò gelosa di Annabel.
La stessa notte in cui Annabelle ha visto il sole e la luna, Buzz organizza una festa alla quale partecipa anche Caroline. Durante la festa, ella esce sul balcone con Lee. Annabelle li chiude fuori e poi si chiude in bagno, dove si taglia le vene deli polsi per suicidarsi. Mentre Caroline sta trascinando Lee a casa sua, l'uomo vede l'ambulanza e decide di tornare a casa, dove vede Annabel che viene portata fuori esanime e Buzz lo affronta richiamandolo alle sue responsabilità. In ospedale, Annabel riprende conoscenza ma non vuole vedere Lee. Lo psichiatra che ha in cura la donna dice che a Lee che la sua paziente ha bisogno di stabilità, e che crede che in ciò Buzz abbia un effetto negativo. Lee prega perciò Buzz di lasciare la loro casa prima che Annabelle venga dimessa. Questa impone poi a Lee di tatuarsi il nome di lei sul petto, nella convinzione che ciò possa tenere lontane altre donne. Nel corso del tempo, il rapporto tra i due coniugi cambia: Annabel sembra acquisire maggiore consapevolezza e sicurezza, mentre Lee perde la propria personalità e si chiude in sé stesso; così, Annabel inizia a tenere le redini del loro matrimonio, ma allo stesso tempo, pensa continuamente al cognato. Trova lavoro in un bar dove una notte Lee inizia una rissa per difendere la sua studentessa Joan.
Un giorno, Buzz si presenta all'improvviso al loro appartamento e i tre vanno in un bar vicino dove Buzz e Annabel si baciano prima di lasciare il locale. Lee incontra di nuovo Caroline, che gli dice che nel frattempo ha abortito. Annabel va con Buzz nell'appartamento dell'uomo, dove hanno un rapporto sessuale; i due tuttavia ammettono che è stata una delusione perché dopo l'atto non hanno provato le sensazioni che avevano immaginato. A casa, Annabel ha un focoso rapporto col marito, ma entrambi sono consapevoli che hanno iniziato a odiarsi. Successivamente, Lee esce di casa su richiesta di Annabel e rincontra Joan, con la quale tradisce la moglie per l'ennesima volta. Quando rientra, trova il cadavere di Annabel, che rimasta da sola, si è suicidata. Buzz e Lee si rinfacciano vicendevolmente di essere il vero responsabile della tragedia.

### Postfazione
La postfazione descrive il destino dei personaggi principali del romanzo negli anni Settanta e Ottanta: la prima amante di Lee (la moglie del suo professore) lasciò la famiglia e si trasferì in una fattoria del Galles dove visse con tre donne; Lo psichiatra di Annabelle entrò nel settore privato e divenne ricco; Joan Davis si trasferì a Londra dove lavorò come modella e prostituta , abortì, poi ebbe un figlio e divenne assistente sociale; Caroline divenne una famosa conduttrice televisiva ed ebbe due matrimoni; Buzz (rinominatosi "Buzzz") fece da manager a diversi gruppi punk, gestì dei night club e divenne un uomo d'affari di un certo successo; avendo rinunciato alle sue velleità di diventare un famoso fotografo, aprì una galleria d'arte per graffitari ma non contattò mai più suo fratello. Nel 1972, Lee sposò la sua collega Rosie Collins, che lo aiutò a superare la depressione e la dipendenza da droga e alcol, poi divenne un professore di successo e Rosie, dopo essersi impegnata nel movimento femminista, lo lasciò, ma nel 1974 tornò di nuovo da lui, dopodiché ebbero altri due figli e continuarono a litigare sulla sua colpa per la morte di Annabelle.

## Edizioni
- (EN) Angela Carter, Love, Rupert Hart-Davis, 1971, ISBN 0-246-64036-7.
- Angela Carter, Love, collana La Scala, traduzione di Rossella Bernascone e Daniela Fargione, Milano, Rizzoli, 1993, ISBN 88-17-67200-9.